# Knockouts Knockdown (2021)
Knockouts Knockdown (2021) – gala wrestlingu zorganizowana przez amerykańską federację Impact Wrestling, która była transmitowana za pomocą platformy Impact Plus. Odbyła się 9 października 2021 w Skyway Studios w Nashville (nagrania telewizyjne miały miejsce 17 września). W wydarzeniu wystąpią jedynie zawodniczki i kobiecy personel. Była to szósta gala z cyklu Knockouts Knockdown.
W walce wieczoru Decay (Rosemary i Havok) pokonały The Influence (Tenille Dashwood i Madison Rayne), broniąc Impact Knockouts Tag Team Championship. W Monster’s Ball matchu, poświęconemu Daffney, Savannah Evans pokonała Alishę, Jordynne Grace i Kimber Lee. W finale turnieju Knockouts Knockdown Mercedes Martinez pokonała Tashę Steelz, zostając pretendentką do walki o Impact Knockouts Championship.

## Rywalizacje
Knockouts Knockdown oferowało walki wrestlingu z udziałem różnych zawodników na podstawie przygotowanych wcześniej scenariuszy i rywalizacji, które są realizowane podczas cotygodniowych odcinków programu Impact!. Wrestlerzy odgrywają role pozytywnych (face) lub negatywnych bohaterów (heel), którzy rywalizują pomiędzy sobą w seriach walk mających budować napięcie.

### Turniej Knockouts Knockdown
W odcinku Impactu! z 23 września producentka Impact Wrestling, Gail Kim, ogłosiła ośmioosobowy turniej, którego zwyciężczyni otrzyma szansę walki o Impact Knockouts Championship. Od 27 września do 5 października federacja przedstawiała kolejne uczestniczki zawodów: Mercedes Martinez, Lady Frost, Renee Michelle, Chelsea Green, Tasha Steelz, Jamie Senegal, Rachael Ellering i Brandie Lauren, następnie 7 października ujawniła drabinkę turnieju.

### Pojedynek o Impact Knockouts Tag Team Championship
W odcinku Impactu! z 23 września The Influance (Tenille Dashwood i Madison Rayne) wyraziły chęć zmierzenia się z Decay (Rosemary i Havok) o Impact Knockouts Tag Team Championship. Zgodnie z decyzją producentki Impact Wrestling, Gail Kim, zespół musiał wywalczyć miano pretendentek w pojedynku z Jordynne Grace i Rachael Ellering, również zgłaszających akces do szansy zdobycia tytułów mistrzowskich. Tydzień później The Influance pokonały rywalki dzięki pomocy sojusznika, Kaleba with a K, który zaingerował w spotkanie. 

## Karta walk
Zestawienie zostało oparte na źródle:
| Nr                                                                 | Walki* | Stypulacje                                              | Czas  |
| ------------------------------------------------------------------ | --- | ------------------------------------------------------- | ----- |
| 1                                                                  | Rachael Ellering pokonała Lady Frost | Pierwsza runda turnieju Knockouts Knockdown             | 11:56 |
| 2                                                                  | Chelsea Green pokonała Renee Michelle | Pierwsza runda turnieju Knockouts Knockdown             | 8:30  |
| 3                                                                  | Mercedes Martinez pokonała Brandi Lauren | Pierwsza runda turnieju Knockouts Knockdown             | 2:10  |
| 4                                                                  | Tasha Steelz pokonała Jamie Senegal | Pierwsza runda turnieju Knockouts Knockdown             | 11:05 |
| 5                                                                  | Deonna Purrazzo (z Matthew Rehwoldtem) pokonała Mashę Slamovich                                                                                 | Singles match                                           | 12:10 |
| 6                                                                  | Mercedes Martinez pokonała Rachael Ellering | Półfinał turnieju Knockouts Knockdown                   | 12:30 |
| 7                                                                  | Tasha Steelz pokonała Chelsea Green | Półfinał turnieju Knockouts Knockdown                   | 12:25 |
| 8                                                                  | Savannah Evans pokonała Alishę, Jordynne Grace i Kimber Lee                                                                                     | Shannon „Daffney” Spruill Memorial Monster’s Ball match | 10:05 |
| 9                                                                  | Mercedes Martinez pokonała Tashę Steelz | Finał turnieju Knockouts Knockdown                      | 11:00 |
| 10                                                                 | Decay (Rosemary i Havok) (c) (z Crazzym Steve’em i Black Taurusem) pokonały The Influence (Tenille Dashwood i Madison Rayne) (Kalebem with a K) | Tag Team match o Impact Knockouts Tag Team Championship | 10:45 |
| (c) – mistrz/mistrzyni przed walką*Karta może jeszcze ulec zmianie | |                                                         |       |

### Drabinka turnieju
Zestawienie zostało oparte na źródle:
|  | Pierwsza runda    | Pierwsza runda    |                  |     | Półfinał | Półfinał |  |  | Finał | Finał |
|  |                   |                   |                  |     |          |          |  |  |       |       |
|  |                   |                   |                  |     |          |          |  |  |       |       |
|  |                   |                   |                  |     |          |          |  |  |       |       |
|  | Tasha Steelz      | Pin               |                  |     |          |          |  |  |       |       |
|  | Tasha Steelz      | Pin               |                  |     |          |          |  |  |       |       |
|  | Jamie Senegal     | 11:05             |                  |     |          |          |  |  |       |       |
|  | Jamie Senegal     | 11:05             | Tasha Steelz     | Pin |          |          |  |  |       |       |
|  |                   |                   | Tasha Steelz     | Pin |          |          |  |  |       |       |
|  |                   | Chelsea Green     | 12:25            |     |          |          |  |  |       |       |
|  | Chelsea Green     | Chelsea Green     | 12:25            | Pin |          |          |  |  |       |       |
|  | Chelsea Green     |                   |                  | Pin |          |          |  |  |       |       |
|  | Renee Michelle    | 8:30              |                  |     |          |          |  |  |       |       |
|  | Renee Michelle    | 8:30              | Tasha Steelz     | Pin |          |          |  |  |       |       |
|  |                   |                   | Tasha Steelz     | Pin |          |          |  |  |       |       |
|  |                   | Mercedes Martinez | 11:00            |     |          |          |  |  |       |       |
|  | Rachael Ellering  | Mercedes Martinez | 11:00            | Pin |          |          |  |  |       |       |
|  | Rachael Ellering  |                   |                  | Pin |          |          |  |  |       |       |
|  | Lady Frost        | 11:56             |                  |     |          |          |  |  |       |       |
|  | Lady Frost        | 11:56             | Racheal Ellering | Sub |          |          |  |  |       |       |
|  |                   |                   | Racheal Ellering | Sub |          |          |  |  |       |       |
|  |                   | Mercedes Martinez | 12:30            |     |          |          |  |  |       |       |
|  | Brandi Lauren     | Mercedes Martinez | 12:30            | Pin |          |          |  |  |       |       |
|  | Brandi Lauren     |                   |                  | Pin |          |          |  |  |       |       |
|  | Mercedes Martinez | 2:10              |                  |     |          |          |  |  |       |       |
|  | Mercedes Martinez | 2:10              |                  |     |          |          |  |  |       |       |